# Riksintresse
Riksintresse är ett begrepp som kan avse ett område, plats eller enstaka objekt som är skyddat och anses viktigt ur en nationell synvinkel. Begreppet riksintresse används i Sverige och Finland.

## Riksintresse i Sverige
Riksintresse i Sverige är mark- eller vattenområden som långsiktigt ska skyddas mot åtgärder som påtagligt kan skada det värde som konstituerat riksintresset. Riksintressen skyddas enligt hushållningsbestämelserna i 3 och 4 kap i miljöbalken. Riksintressen hanteras först i samband med prövningar av myndigheter enligt ett antal uppräknade lagar, plan- och bygglagen, väglagen med flera, och gäller inte gentemot enskild.  I Sverige har Boverket det övergripande ansvaret vad gäller riksintressen. Enligt förordningen (1998:896) om hushållning med mark- och vattenområden 12 förvaltningsmyndigheter som har ansvaret att bedöma vilka mark- eller vattenområden som ska betraktas som riksintresse. Kommunerna ska sedan i sina översiktsplaner visa hur man ska ta tillvara riksintressena.
Riksintressen i Sverige kan vara bland annat orörda naturtillgångar, kulturhistoriska miljöer, energiförsörjning och kommunikationer. I 4 kap finns även ett antal geografiska områden utpekade som riksintressen, till exempel hela Gotland och Öland. Riksintressen och innebörden av dessa preciseras i dialog mellan stat och kommun och redovisas i översiktsplanen. Riksintressen bevakas av länsstyrelsen och får inte skadas påtagligt av exempelvis nya byggprojekt.

### Riksintressemyndigheter
I Sverige har följande 12 myndigheter ansvaret för att bedöma riksintresset enligt sitt respektive regleringsbrev. Boverket omnämner dessa som riksintressemyndigheter.
| Riksintresse                                                            | Ansvarig myndighet                                                                       |
| ----------------------------------------------------------------------- | ---------------------------------------------------------------------------------------- |
| Rennäringen                                                             | Sametinget                                                                               |
| Yrkesfisket                                                             | Havs- och vattenmyndigheten                                                              |
| Naturvården                                                             | Naturvårdsverket och Havs- och vattenmyndigheten inom sina respektive ansvarsområden     |
| Friluftslivet                                                           | Naturvårdsverket och Havs- och vattenmyndigheten inom sina respektive ansvarsområden     |
| Kulturmiljövården                                                       | Riksantikvarieämbetet                                                                    |
| Fyndigheter av ämnen eller material                                     | Sveriges geologiska undersökning                                                         |
| Anläggningar för industriell produktion                                 | Tillväxtverket                                                                           |
| Anläggningar för energiproduktion och energidistribution                | Statens energimyndighet                                                                  |
| Anläggningar för slutlig förvaring av använt kärnbränsle och kärnavfall | Strålsäkerhetsmyndigheten                                                                |
| Anläggningar för kommunikationer (trafikslagen)                         | Trafikverket                                                                             |
| Anläggningar för kommunikationer (elektroniska)                         | Post- och telestyrelsen                                                                  |
| Anläggningar för avfallshantering                                       | Naturvårdsverket                                                                         |
| Totalförsvarets anläggningar                                            | Försvarsmakten och Myndigheten för samhällsskydd och beredskap respektive ansvarsområden |

## Typer
Inom samhällsplaneringen ska man till exempel se till att det blir en god hushållning med mark och vatten. Det finns därför riksintressen som exempelvis rör järnvägar, vägar, flygplatser, hamnar, farleder kommunikationer,  fiske, mineralresurser, industriell produktion och vindkraft. Andra riksintressen berör naturvård, rennäring, kulturmiljövård och friluftsliv.